# Football League Group Cup
De Football League Group Cup, in het tweede seizoen Football League Trophy genaamd, was een Engelse voetbalcompetitie die van 1981 tot en met 1983 werd gespeeld tussen ploegen die zich niet hadden gekwalificeerd voor Europees voetbal. Het toernooi werd gezien als een opvolger van de Anglo-Scottish Cup, die ophield te bestaan toen Schotland zich terugtrok uit die competitie. Na twee seizoenen hield de Football League Group Cup op te bestaan. In plaats daarvan werd de Associate Members' Cup georganiseerd, die echter niet wordt beschouwd als opvolger van de Football League Group Cup.

## Opzet competitie
Het toernooi werd gespeeld met 32 ploegen die werden verdeeld in acht groepen van vier. Zij speelden een halve groepsfase en de groepswinnaars kwalificeerden zich voor de kwartfinales. Alle knock-outwedstrijden werden over één duel gespeeld. De finale vond niet plaats op neutraal terrein, maar bij een van de twee finalisten.

## Bonuspuntensysteem
De groepsfase werd gespeeld met een bonuspuntensysteem: een ploeg kreeg 3 punten voor een zege, 1 punt voor een gelijkspel en 0 punten voor een nederlaag, maar indien een ploeg erin slaagde om driemaal te scoren, leverde dat een bonuspunt op. Het zogeheten driepuntensysteem werd in 1981 geïntroduceerd in het Engelse voetbal en dus ook in de Football League Group Cup. In de Anglo-Scottish Cup kregen ploegen in de groepsfase nog 2 punten voor een zege.
Chester FC haalde als enige ploeg voordeel uit het bonuspuntensysteem: zij kwalificeerden zich in 1982/83 voor de kwartfinales dankzij een bonuspunt. Het maximaal haalbare aantal punten onder dit systeem was twaalf punten (alle wedstrijden winnen en daarin telkens minimaal driemaal scoren). Norwich City FC wist deze score in 1982/83 te behalen door hun groepsduels met 3–0, 6–2 en 3–1 te winnen.

## Finales
De finales werden gespeeld in het stadion van een van de finalisten. Bij een gelijke stand werd er verlengd en, indien nodig, strafschoppen genomen.
| Seizoen | Winnaar         | Uitslag | Finalist        | Stadion                    |
| ------- | --------------- | ------- | --------------- | -------------------------- |
| 1981/82 | Grimsby Town FC | 3–2     | Wimbledon FC    | Blundell Park, Cleethorpes |
| 1982/83 | Millwall FC     | 3–2     | Lincoln City FC | Sincil Bank, Lincoln       |